# خواهران زینب
خواهران زینب نوعی از نیروی پلیس زن بود که پس از انقلاب ۱۳۵۷ در ایران مأمور کنترل حجاب زنان در کوچه و خیابان بود. آنها از دولت ایران حقوق می‌گرفتند و از امکاناتی مانند زیارت رایگان کربلا و سوریه، و جواز خرید در این سفرها با دلار به نرخ دولتی و فروش در بازار به نرخ آزاد برخوردار بودند. آنها وظیفه داشتند با نظارت بر پوشش و رفتار زنان آنان را تأدیب یا بازداشت کنند.